# Захау
Захау (њем. Sachau) општина је у њемачкој савезној држави Саксонија-Анхалт. Једно је од 40 општинских средишта округа Алтмарк Салцведел. Према процјени из 2010. у општини је живјело 139 становника. Посједује регионалну шифру (AGS) 15081450.

## Географски и демографски подаци
Захау се налази у савезној држави Саксонија-Анхалт у округу Алтмарк Салцведел. Општина се налази на надморској висини од 57 метара. Површина општине износи 8,6 km². У самом мјесту је, према процјени из 2010. године, живјело 139 становника. Просјечна густина становништва износи 16 становника/km².